# Phrynarachne marmorata
Phrynarachne marmorata es una especie de araña cangrejo del género Phrynarachne, familia Thomisidae. Fue descrita científicamente por Reginald Innes Pocock en 1899.

## Distribución
Esta especie se encuentra en Guinea Ecuatorial.

## Tratamiento taxonómico
La especie aparece registrada y publicada en On the scorpions, pedipalps and spiders from tropical West-Africa, represented in the collection of the British Museum. Proceedings of the Zoological Society of London 67(4, 1899): 833–885, pl. 55–58.